# مارك أنطوني
مارك أنطوني أو مارك أنثوني أو ماركوس أنطونيوس كان قائداً وسياسياً وقنصلًا رومانيًّا ولد بروما حوالي سنة 83 ق.م، ومات بالإسكندرية سنة 30 ق.م. تولى القنصلية سنة 44 ق.م ومرة أخرى 34 ق.م، أي في أواخر فترة الجمهورية، كان من أهم مساعدي يوليوس قيصر كقائد عسكري وإداري، تحالف إثر اغتيال قيصر مع أكتافيوس ولابيدوس مكونين التريومفيراتوس الثاني (43-33 ق.م.)، إنحلّ التريومفيراتوس سنة 33 ق.م. وأزيح لابيدوس عن ساحة الأحداث بينما أدت الاختلافات بين جايوس أكتافيوس وماركوس أنطونيوس إلى نشوب حرب أهلية سنة 31 ق.م، انتهت بهزيمة هذا الأخير وحليفته كليوباترا السابعة في معركة أكتيوم البحرية انتحر على إثرها ماركوس أنطونيوس وذلك سنة 30 ق.م.

## أولى سنوات حياته
ولد أنطوني، أحد أفراد عائلة أنطونيا الدهماء، في روما في 14 يناير عام 83 قبل الميلاد. كان والده، ماركوس أنطونيوس كريتيكوس، الذي يحمل نفس اسم ابنه، نجل الخطيب المعروف، الذي يحمل نفس الاسم أيضًا، والذي قُتل خلال حملات التطهير التي قادها القنصل والعسكري الروماني، غايوس ماريوس، في شتاء 87-86 قبل الميلاد. أما والدته، جوليا، فهي قريبة يويليوس قيصر من الدرجة الثالثة. كان أنطوني رضيعًا خلال حرب سولا الأهلية التي أفضت إلى وصول لوسيوس كورنيليوس سولا إلى سدة الحكم في روما في عام 82 قبل الميلاد.

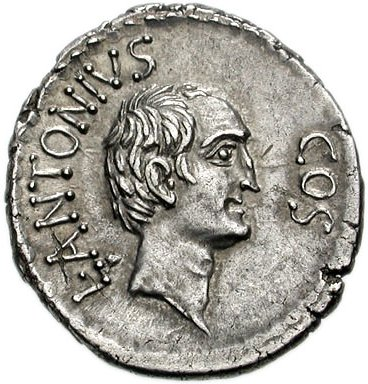
وجه لوسيوس شقيق أنطونيس، لوسيوس أنطوني، على عملة معدنية صُكّت في مدينة أفسس.

وفقًا للخطيب الروماني، ماركوس توليوس شيشرون، كان والد أنطوني فاسدًا وفاقدًا للأهلية، ولم يمنح السلطة إلا لأنه كان عاجزًا عن إساءة استخدامها بشكل فاعل. في عام 74 قبل الميلاد، كُلف أنطوني بقيادة الحملة العسكرية الرامية لهزيمة قراصنة البحر الأبيض المتوسط، لكنه توفي في جزيرة كريت عام 71 قبل الميلاد دون إحراز أي تقدم يذكر. بعد وفاة أنطوني الأكبر، ظل أنطوني الابن وإخوته، لوسيوس، وجاسيوس، برعاية والدتهم، جوليا، التي تزوجت لاحقًا من بوبليوس كورنيليوس لينتولس سورا، العضو البارز في طبقة النبلاء الأرستقراطية القديمة. استغل لينتولس نجاحه السياسي لتحقيق مكاسب مالية، مع ذلك، أُثقل عاتقه بالكثير من الديون بسبب إسرافه. كان أنطوني أحد الشخصيات الرئيسية في المؤامرة الكاتيلينية الثانية، وأُعدم من دون محاكمة لتورطه فيها بأمر من القنصل شيشرون في عام 63 قبل الميلاد.
وفقًا للمؤرخ اليوناني، فلوطرخس، أمضى أنطوني سنوات مراهقته بالتسكع في أحياء روما مع إخوته وأصدقائه ولعب القمار والسكر والتورط بعلاقات غرامية فاضحة. اتهم شيشرون عدوه أنطوني بأنه كان على علاقة مثلية ممع جايوس سكريبونيوس كوريو. كان هذا النوع من القذف شائعًا خلال تلك الحقبة الزمنية في الجمهورية الرومانية وكان يهدف لتحقير وتشويه سمعة المعارضين السياسيين. تعد المعلومات الموثوقة المتمحورة حول نشاط أنطوني السياسي عندما كان شابًا محدودة جدًا، مع أنه من المعروف بأنه كان أحد شركاء السياسي الشعبوي الروماني، بوبليوس كلوديوس بولكر، وأحد أفراد عصابته. من الممكن لأنطوني أيضًا أن يكون قد انتسب إلى أخوية لوبركال، إذ أُطلق عليه، في فترة لاحقة من حياته، لقب «كاهن» في هذه الأخوية. في سن العشرين، تراكم على أنطوني ديون هائلة، فما كان منه إلا أن هرب إلى اليونان في عام 58 قبل الميلاد، بغية الهروب من دائنيه، فانتهى به المطاف طالبًا في مدارس الفلسلفة والبلاغة فيها.

## بدايات حياته المهنية
في عام 57 قبل الميلاد، التحق أنطوني بهيئة سلاح الفرسان التابعة لحاكم ولاية سوريا، أولوس غابينيوس، بصفته رئيسًا لها، وكان هذا التعيين بمثابة نقطة انطلاق مسيرته العسكرية. وافق غابينيوس، الذي كان قنصلًا في العام السابق، على نفي معلم أنطوني، بوبليوس كلوديوس بولكر، لشيشرون.
فر هيركانوس الثاني، الكاهن الأعظم في السلالة الحمشونية والمدعوم من الرومان، من القدس، ولجأ إلى غابينيوس طالبًا منه الحماية من صهره ومنافسه، ألكسندر المكابي. قبل ذلك، وفي عام 63 قبل الميلاد، أسر الجنرال الروماني، بومبيوس الكبير، ألكسندر المكابي مع والده، الملك أرسطوبولس الثاني، خلال حربه ضد ما تبقى من الإمبراطورية السلوقية. كان بومبيوس الكبير قد عزل أرسطوبولس الثاني ونصب هيركانوس الثاني حاكمًا على منطقة يهودا. تميز أنطوني عسكريًا لأول مرة بعد تحقيقه لانتصارات هامة في كل من مكاور وقرن سرطبة. مع إخماد التمرد بحلول عام 56 قبل الميلاد، أعاد غابينيوس هيركانوس لمنصبه كاهنًا أعظمًا في يهودا.
في العام التالي، عام 55 قبل الميلاد، تدخل غابينيوس بالشؤون السياسية لمصر البطلمية. خُلع الفرعون بطليموس الثاني عشر من خلال تمرد قادته ابنته، برينيكي الرابعة، ما أجبره على طلب اللجوء في روما. قبل ذلك بعدة سنوات، وخلال فتوحات بومبيوس الكبير، تلقى بطليموس الثاني دعمًا من بومبيوس الذي وصفه بدوره بحليف روما. سعى غابينيوس في غزواته إلى إعادة بطليموس لسدة الحكم في مصر البطلمية على الرغم من صدور أوامر في مجلس الشيوخ ترفض هذا الاقتراح، وبموافقة بومبيوس الكبير، السياسي البارز في روما آنذاك، وبعد دفع الملك المخلوع لرشوة قدرها 10 آلاف طالنط. ذكر المؤرخ اليوناني، فلوطرخس، أن أنطوني هو من كان وراء إقناع غابينيوس بالإقدام على هذه الخطوة. بعد هزيمة قوات حدود المملكة المصرية، شرع جيش غابينيوس بمهاجمة حراس القصر الذين استسلموا حتى قبل بدء المعركة. مع عودة بطليموس الثاني للتربع على عرش روما، حشد غابينيوس قرابة ألفي جندي روماني، أطلق عليهم فيما بعد اسم جيش غابينياني، في الإسكندرية لضمان بقاء بطليموس في السلطة. حصلت روما على امتيازات سلطوية واسعة في المملكة مقابل دعمها لها، وشملت هذه الامتيازات السيطرة على عائدات المملكة وغلال محاصيلها. بعد عدة سنوات، ادعى أنطوني بأنه التقى زوجته كليوباترا، ابنة بطليموس، لأول مرة خلال الحملة على مصر، وكانت حينها في الرابعة عشر من عمرها.

في الوقت الذي كان فيه أنطوني يخدم غابينيوس في الشرق، تغير الوضع السياسي في روما. في عام 60 قبل الميلاد، أبرمت اتفاقية سرية (تعرف باسم اتفاقية «الحكم الثلاثي الأول») بين ثلاثة رجال هم: ماركوس ليسينيوس كراسوس، وبومبيوس الكبير، وغايوس يوليوس قيصر، للسيطرة على الدولة. تمكن كراسوس، أغنى رجل في روما، من إخماد تمرد سبارتاكوس في حرب العبيد الثالثة في عام 70 قبل الميلاد؛ غزا بومبيوس مساحات واسعة من مناطق شرقي البحر المتوسط في العقد السابع قبل الميلاد خلال الحرب الميثراداتسية الثالثة. كان يوليوس قيصر يشغل منصب الحبر الأعظم في روما، وشغل قبلها منصب جنرال في إسبانيا. في عام 59 قبل الميلاد، انتُخب يوليوس قيصر، بدعم من ماركوس ليسينيوس كراسوس، قنصلًا، وكلف بمهمة بحث وتعقب التشريعات الواعدة والمناسبة لمصالح كل من كراسوس وبومبيوس. بالمقابل، عُين يوليوس قيصر حاكمًا على كل من مقاطعة إيليريكون، وأقاليم غاليا كيسالبينا وغاليا ناربونينسيس لمدة خمس سنوات ابتداءًا من عام 58 قبل الميلاد. استغل يوليوس قيصر منصبه لغزو بلاد الغال. في عام 55 قبل الميلاد، شغل كل من كراسوس وبومبي منصب قنصل، ومُددت فترة حكم يوليوس قيصر لخمس سنوات أخرى. كانت روما، في تلك الفترة الزمنية، قابعة تحت سلطة هؤلاء الرجال الثلاثة بشكل فعلي. ساعد بوبليوس كلوديوس بولكر، راعي أنطونيوس، الثلاثي في نفي خصومهم السياسيين، ولا سيما شيشرون وماركوس بورسيوس كاتو أوتيسنسيس (المعروف بلقب كاتو الأصغر).

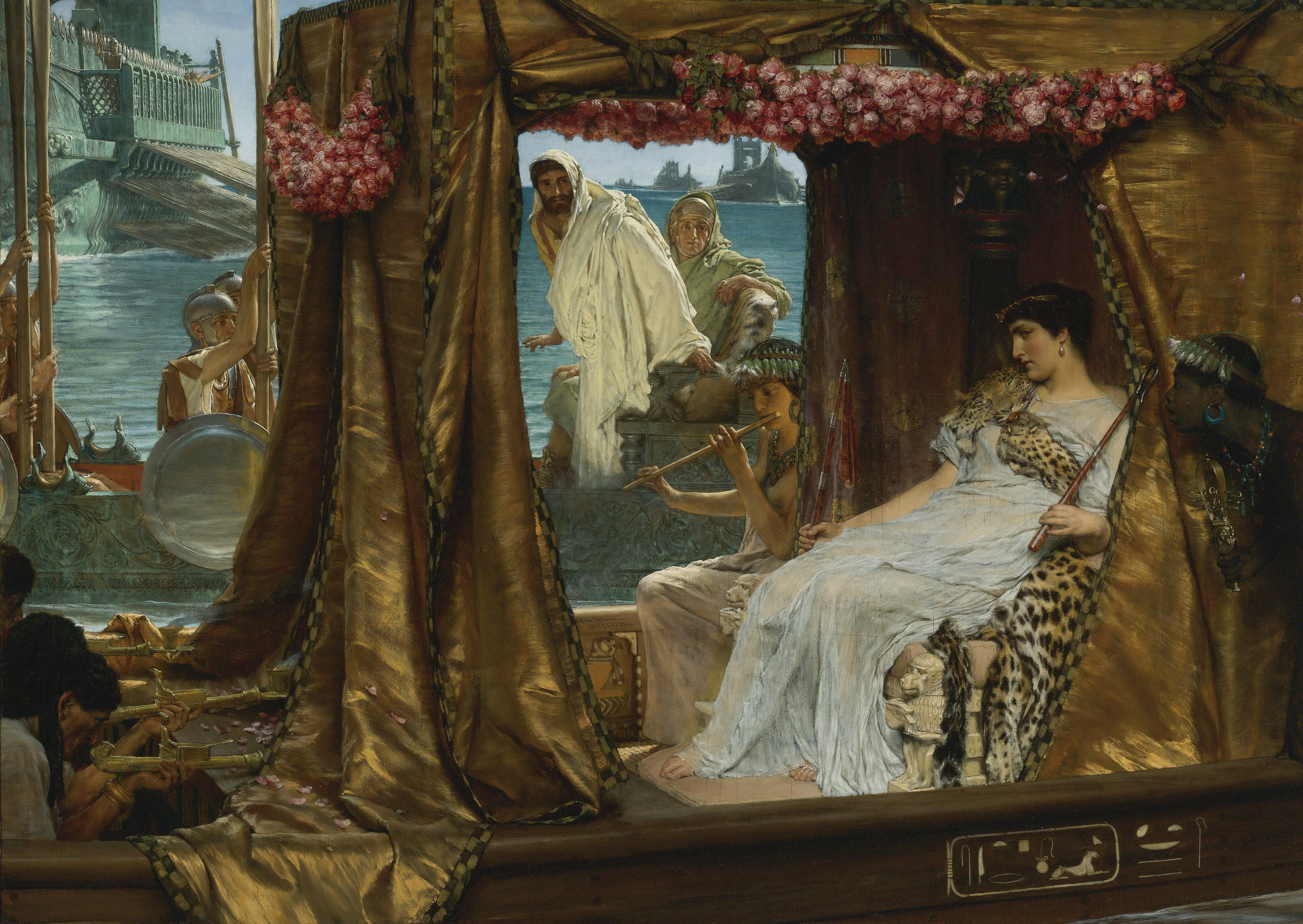
انطونيوس وكليوباترا في الإسكندرية قبل الانتحار

## كليوباترا وماركوس أنطونيوس

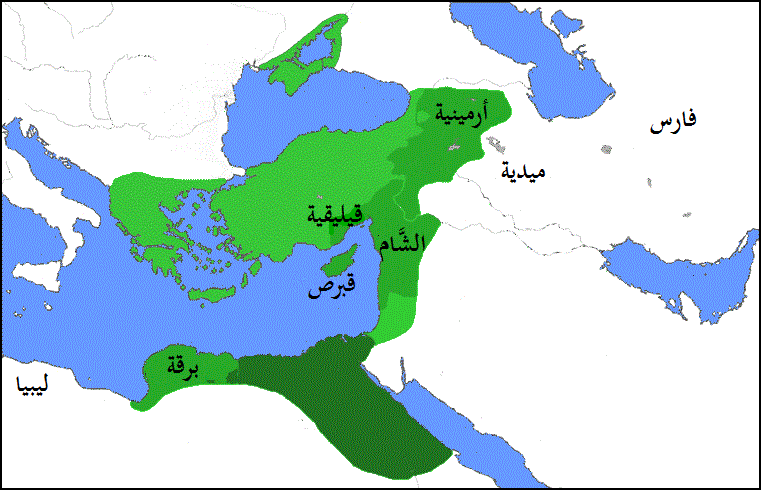
خريطة الأراضي والأقاليم التي حكمتها الإسكندرية نتيجة إعطائها من قبل أنطونيوس إلى كليوباترا وأبنائها في سنة 34 ق.م.

بعد اغتيال قيصر في روما ذلك انقسمت المملكة بين أعظم قواده أكتافيوس وأنطونيوس فقرر أكتافيوس أن يضم مصر إلى الامبراطورية الرومانية، لكن كان أمامه الكثير من العواقب، ومن أشدها ماركوس أنطونيوس «مارك أنتوني» الذي أراد في أن ينفرد بِحكم الإمبراطورية الرومانية، ومن ثم فكرت كليوباترا أن تصبح زوجة لماركوس أنطونيوس الذي قد يحكم في يوم ما الامبراطورية الرومانية.
كان مارك انتوني متزوجاً من أوكتافيا أخت أوكتافيوس (أغسطس) ومنع على الرومان التزوج بغير رومانية وهنا ظهرت مشكله ارتباطه بكليوباترا وأصبح حليفاً لها بدل من أن يضم مصر للامبراطورية الرومانية، وكان ذلك سبباً في العداوة بين أغسطس وأنطونيوس لأن أوكتافيا كانت أخت أغسطس.
تم تقسيم الامبراطورية الرومانية إلى شرق وغرب، وكان الشرق بما فيه مصر من نصيب أنطونيوس، وكان طبيعياً أن تصبح كليوباترا تحت سلطة السيد الجديد أنطونيوس، فلتحاربه بسلاح الحب والجمال، ولم تنتظر حتى يأتي إليها في الإسكندرية، ولكنها أبحرت على متن سفينة فرعونية ذهبية مترفة من الشواطئ المصرية، وكان أنطونيوس قد أرسل في طلبها عام 41 ق.م عندما وصل إلى مدينة ترسوس في كيليكية، وذلك ليحاسبها على موقفها المتردد وعدم دعمها لأنصار يوليوس قيصر.
أعجبت كليوبترا بأنطونيوس ليس فقط لشكله حيث كان وسيماً (على حد قول المؤرخين) لكن أيضاً لذكائه لأن كل التوقعات في هذا الوقت كانت تؤكد فوز أنطونيوس، من ثم أعد أنطونيوس جيشاً من أقوى الجيوش وتابعت كليوباترا الجيش عن كثب وتابعت خطة الحرب.
جرت معركة أكتيوم البحرية البحرية الفاصلة غربي اليونان وقررت مصير الحرب. خسر أنطونيوس كثيراً من سفنه في محاولته كسر الحصار الذي ضُرب حوله، وتسارعت الأحداث وعملت كليوباترا كل ما في وسعها لتفادي الكارثة بعد وصول أنباء الهزيمة إلى مصر، وقام أنطونيوس بمحاولة يائسة للتصدي لقوات أوكتافيانوس، قيصر روما الجديد، التي وصلت إلى مشارف الإسكندرية في صيف عام 30 ق.م، والذي وجد في انطونيوس عقبة أمام انفراده بالحكم ولكن جهوده ذهبت سدى، وعندما بلغه نبأ كاذب بموت كليوباترا فضّل الموت على الحياة.